# リベカ

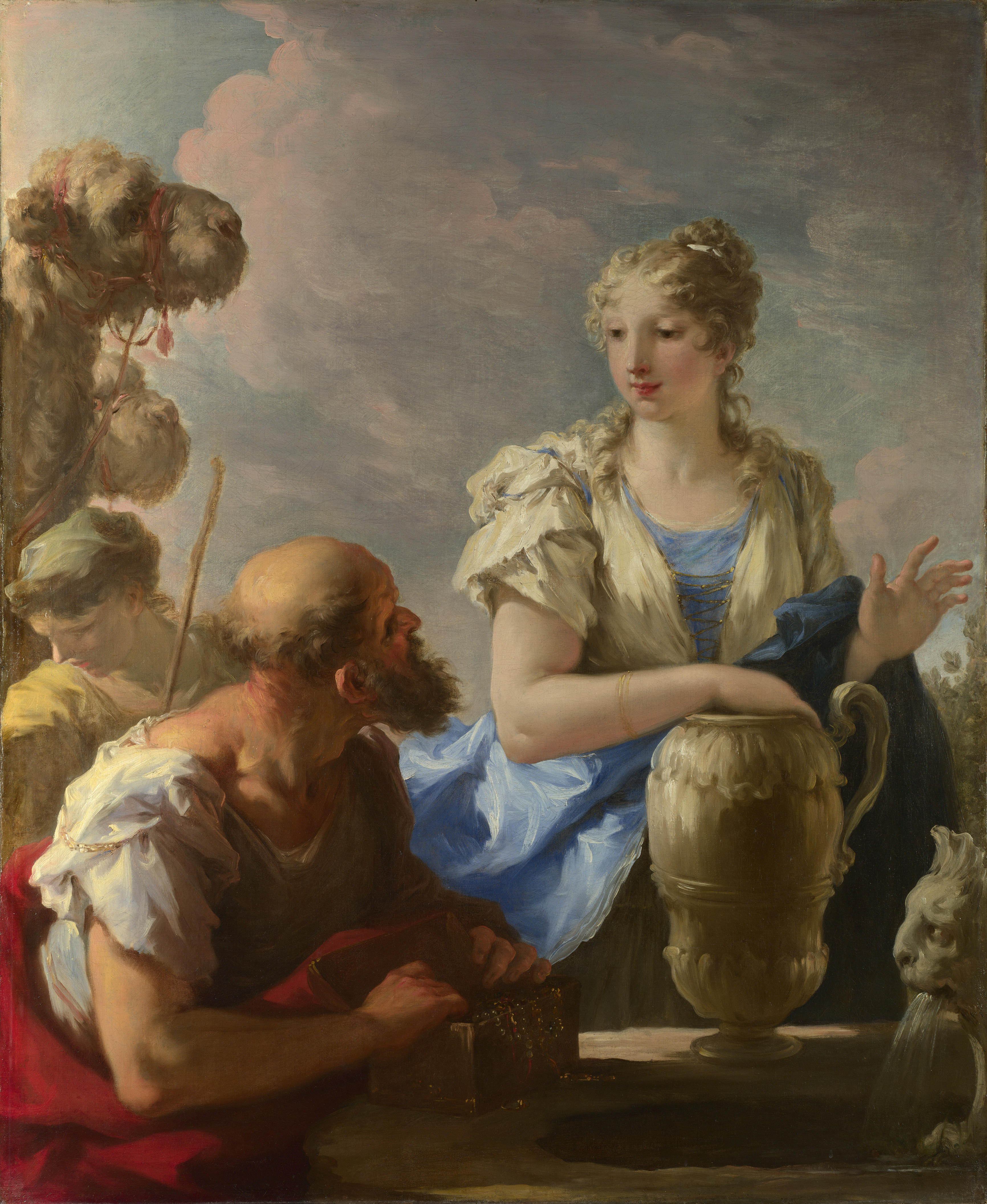
ジョヴァンニ・アントニオ・ペレグリーニ（en）の描くリベカ。1708年-1713年。

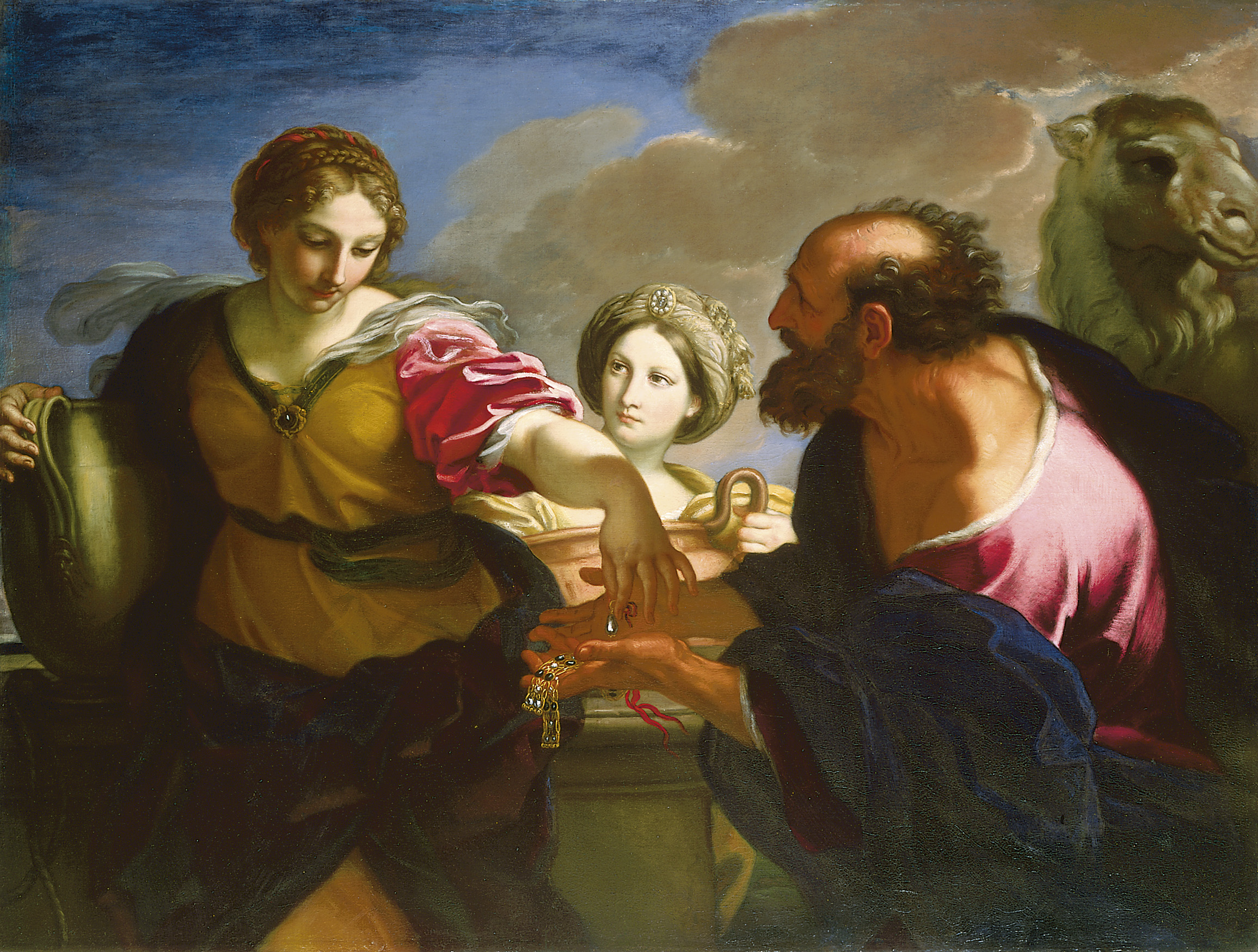
井戸のリベカとエリエゼル

リベカ（Rebekah, Rebecca）は、『旧約聖書』「創世記」に登場するアラム人女性で、イサクの妻である。父はベトエル。ラバンという兄がいた。

## 経歴
アブラハムはカルデアを出てカナンの地に住み着いていたが、自分の息子イサクの妻にはカナン人でなく、自分の故郷カルデアの女性を迎えたいと思っていた。そのため親戚のもとにしもべを派遣したところ、しもべは井戸で出会ったリベカこそ神が選んだ女性であると確信する。リベカは見知らぬ旅人とそのらくだのために井戸から何度も水を汲むことをいとわなかったのである。しもべはリベカの家に赴いて、事情を父ベトエルと兄ラバンに話し、リベカもこれを受諾したため、彼女をつれてただちにイサクの元へ帰った。
リベカがイサクのもとにやってきたのは、イサクの母サラがなくなり、夕暮れのうちイサクが物思いにふけりつつ歩んでいたときであった。イサクは、リベカのもとに慰めを見出した。
二人は結婚し、双子の息子エサウとヤコブがうまれる。彼らが生まれる前、神はアブラハムやイサクと結んだ契約を受け継ぐ「長子」は兄エサウではなく弟ヤコブの方だと語った。しかし、イサクはエサウの方を偏愛し、彼に長子としての祝福を与えようとする。リベカは弟のヤコブを偏愛していたため、この祝福をヤコブが得られるように図って成功する。このためヤコブがエサウの恨みを買ってその身に危険がおよぶと、リベカは自分の兄ラバンのもとへヤコブを逃がした。